# Mikrofiziometrija
Mikrofiziometrija je in vitro merjenje funkcij in dejavnosti življenja ali žive snovi (organov, tkiv ali celic) ter fizikalnih in kemijskih pojavov na zelo majhnem (mikrometrskem) merilu. Izraz mikrofiziometrija se je v znanstveni literaturi pojavil konec osemdesetih let dvajsetega stoletja. Osnovni parametri, ki se ocenjujejo v mikrofiziometriji, so pH ter koncentracija raztopljenega kisika, glukoze in mlečne kisline, s poudarkom na prvih dveh. Eksperimentalno merjenje teh parametrov v kombinaciji s tekočinskim sistemom za vzdrževanje celičnih kultur in določeno uporabo zdravil ali toksinov zagotavlja kvantitativne izhodne parametre hitrosti zunajceličnega zakisovanja (EAR), hitrosti porabe kisika (OUR) in hitrosti porabe glukoze ali sproščanja laktata za opredelitev presnovnih razmer.
Zaradi neoznačenosti meritev, ki temeljijo na senzorjih, je mogoče dinamično spremljanje celic ali tkiv več dni ali celo dlje. V daljšem časovnem obdobju lahko z dinamično analizo presnovnega odziva celice na eksperimentalno zdravljenje razločimo akutne učinke (npr. eno uro po zdravljenju), zgodnje učinke (npr. po 24 urah) in zapoznele, kronične odzive (npr. po 96 urah). Kot so navedli Alajoki in drugi, "koncept je, da je mogoče s spremljanjem aktivnosti energijske presnove zaznati aktivacijo receptorjev in druge fiziološke spremembe v živih celicah".